# محمد قدري دلال
 محمد قدري دلال من مواليد حلب السورية عام 1946م.

## البداية والتدرج
بدأ العزف على آلة المندولين والكمان، ثم درسه بكري الكردي الصولفيج وسيد درويش كما تعلم قواعد الموسيقى العربية والشرقية وبحث في السلم الموسيقي العربي. وله مخطوط عالج فيه ما يزيد عن ألف آية بطريقة النبر اللغوي، والإيقاع الموسيقي إضافة إلى موسيقى الحرف وصفاته ومخارجه.
وهو مجاز في الآداب قسم اللغة العربية من جامعة الأزهر.

## الانجازات
شكل فرقة موسيقية غنائية لصالح نقابة الفنانين في حلب وساهم في إسماع الجمهور الحلبي الكثير من الموشحات غير المسموعة والمؤلفات الموسيقية.
وله كتاب في المقامات العربية وبحث في القدود الحلبية وكتاب تحليل موسيقي لأعمال عمر البطش.

## مع العازف الفرنسي جوليان فايس
ألف مع العازف الفرنسي جوليان فايس فرقة (الكندي) ودار بها أهم المدن الأوربية، وعزف على أهم المسارح في أغلب المدن الأوربية والعربية والأمريكية وحظي بتكريم مهرجان الموسيقى العربية بالقاهرة.

## الاختراعات
اخترع آلة العود باص والتي تعطي موسيقا ما بين الجيتار والكونترباص ولكن بطريقة شرقية وشاركه بصناعة هذه الآلة الفنان نوري إسكندر من حلب

## وصلات خارجية
http://www.yabeyrouth.com/pages/index1053.htm
http://www.discover-syria.com/musician/43